# Nicolas Huguet
Nicolas Huguet (Clamart, 13 de septiembre de 1976) es un deportista francés que compitió en vela en las clases Mistral y RS:X.
Ganó dos medallas en el Campeonato Mundial de Mistral, oro en 2005 y bronce en 2004, y dos medallas en el Campeonato Europeo de Mistral, oro en 2005 y bronce en 2004. Además, obtuvo una medalla de bronce en el Campeonato Europeo de RS:X de 2006.

## Palmarés internacional
| Campeonato Mundial | Campeonato Mundial | Campeonato Mundial | Campeonato Mundial |
| Año                | Lugar              | Medalla            | Clase              |
| ------------------ | ------------------ | ------------------ | ------------------ |
| 2004               | Esmirna (Turquía)  | Medalla de bronce  | Mistral            |
| 2005               | Palermo (Italia)   | Medalla de oro     | Mistral            |
| Campeonato Europeo |                    |                    |                    |
| Año                | Lugar              | Medalla            | Clase              |
| 2004               | Sopot (Polonia)    | Medalla de bronce  | Mistral            |
| 2005               | Palermo (Italia)   | Medalla de oro     | Mistral            |

| Campeonato Europeo | Campeonato Europeo | Campeonato Europeo | Campeonato Europeo |
| Año                | Lugar              | Medalla            | Clase              |
| ------------------ | ------------------ | ------------------ | ------------------ |
| 2006               | Alaçatı (Turquía)  | Medalla de bronce  | RS:X               |